# エルサルバドル海軍艦艇一覧
エルサルバドル海軍艦艇一覧は、エルサルバドル共和国海軍が過去保有した、または現在保有する、または将来保有する予定の、未完成・計画中止を含めた歴代艦艇一覧である。
凡例

## 現有勢力（2024年現在）
- 国防予算：2億5,700万ドル[1]
- 海軍人員：1,115名[1]
- 艦船隻数：12隻（排水量20t以上）[1]

哨戒艇×8
輸送艇×4

## 艦艇一覧（近代海軍以前）

### 砲艦
- （Cuscation） - 1890年、1門